# Salerno (província)
A província de Salerno é uma província italiana da região de Campania com cerca de 1 075 451 habitantes, densidade de 218 hab/km². Está dividida em 158 comunas, sendo a capital Salerno.
Faz fronteira a norte com a província de Nápoles, a este com a província de Avellino, a sul com a Basilicata (província de Potenza) e a oeste com o Mar Tirreno.